# Le Sauze-du-Lac
Le Sauze-du-Lac é uma comuna francesa na região administrativa da Provença-Alpes-Costa Azul, no departamento de Altos-Alpes. Estende-se por uma área de 8,49 km². Em 2010 a comuna tinha 149 habitantes (densidade: 17,6 hab./km²).